# COMAC (Belgien)
Comac ist die Jugendorganisation der belgischen Partij van de Arbeid (PVDA). Sie ist an sechs belgischen Universitäten und vielen Hoch- und sekundären Schulen sowie in einigen Wohnvierteln aktiv. Comac ist eine gesamt-belgische Jugendorganisation und, anders als viele Parteien und Organisationen in Belgien, nicht auf Flandern oder die Wallonie beschränkt. Die Mitglieder sind zwischen 14 und 30 Jahre alt. Eine Mitgliedschaft in der PVDA ist nicht zwingend notwendig. Sitz ist Brüssel.

## Geschichte
Im Jahr 2003 schlossen sich die Mouvement marxiste leniniste (MML) und die Marxistisch-Leninistische Beweging (MLB), die an den Universitäten aktiv waren, und Rebelle oder Rode Jeugd, welche an den Schulen aktiv waren, zur COMAC zusammen.

## Die zehn Ziele
Comac setzt sich eigenen Angaben zufolge für folgende Punkte ein:
- kostenlose, demokratische und qualitativ gute Bildung
- gleiche politische und soziale Rechte für Jeden – gegen Rassismus und rechts-extremistische Parteien
- Frieden und Widerstand gegen Krieg
- gesunde und qualitativ gute Umwelt
- gute  Kommunikationsmittel und ein gutes und kostenloses öffentliches Verkehrswesen
- ein für alle zugängliches Gesundheitswesen und Rechtsbeistand
- feste und menschliche Arbeit
- Verteidigung der demokratischen Rechte
- zugängliche, fortschrittliche und  internationalistische Kultur
- Sozialismus[2]

## Selbstverständnis
COMAC soll ein Begriff für sich sein, auf keine der beiden Landessprachen Bezug nehmend und stand in der Anfangsphase des Verbandes für com(-munistisch/-muniste en/et) ac(-tief/-tive). Das sollte das Gesicht des neuen Jugendverbandes sein.
Auf seiner Webseite beschreibt sich COMAC heute als „aktive und revolutionäre Jugendbewegung … (die) alle jungen Menschen, Schüler wie Studenten, die die heutige Gesellschaft nicht akzeptieren,“ vereinigen will. „Junge Menschen, die nicht akzeptieren, dass ihre Zukunft durch eine ausschließlich auf Profit orientierte Minderheit mit  Hypotheken belastet wird, die sich weigern, zuzusehen, wie die Natur durch Habgier und Kriege um Öl oder Geld vernichtet wird. Junge Menschen, die eine gerechte Gesellschaft wollen, eine Gesellschaft, die den Bedürfnissen der Menschen entspricht und nicht dem Profit. Comac will alle jungen Menschen zusammenbringen, die sich der  rassistischen, nationalistischen und faschistischen Logik verweigern.“

## Aktivitäten
Neben den Aktivitäten der täglichen Arbeit wie Kundgebungen, Filmaufführungen, Workshops, Solidaritätsaktionen (für Arbeiter, Menschen ohne Papiere usw.), Kultur- und Straßenfeste gibt es jedes Jahr wiederkehrende nationale Aktivitäten und werden regelmäßig internationale Solidaritätsreisen organisiert. Außerdem beteiligt sich COMAC regelmäßig an Aktivitäten der Mutterpartei PVDA sowie anderer progressiver Organisationen.

### Friedenscamp
Jedes Jahr lädt COMAC zu Beginn der Sommerferien seine Mitglieder und Sympathisanten zum Friedenscamp ein. Dieses Sommerlager wird seit 2004 in Zusammenarbeit mit der niederländischen CJB organisiert.

### Dies Ist belgisch
Comac organisiert jedes Jahr das Wochenende Dit Is Belgisch, auf dem es nach eigener Verlautbarung „die Studenten aus ihren Elfenbeintürmen holen will, um sie mit der täglichen Realität der arbeitenden Menschen, mit dem Leben in den Fabriken und in den Volksvierteln zu konfrontieren.“ Diese Realität ist laut Comac „heutzutage besonders hart, wo die Wirtschaftskrise, die Tausende Menschen auf die Straße setzt oder dafür sorgt, dass Jugendliche keine Arbeit finden.“ Während dieses Wochenendes lernen die Teilnehmer nicht, indem sie Bücher lesen oder einem Professor im Hörsaal zuhören, sondern indem sie selbst die arbeitenden Menschen aufsuchen und ihren Erzählungen zuhören, sie in ihrer Wohn- und Arbeitswelt kennenlernen.

### Karl-Marx-Schule
De Karl-Marx-Schule ist Ort des jährlichen Schulungswochenendes von Comac, wo sich Mitglieder und Sympathisanten zu Kursen, Workshops und Diskussionen über Aktuelles, Marxismus und anderes zusammenfinden.

### Internationale  Solidarität
Wie COMAC selbst sagt, ist internationale Solidarität für sie eine Herzenssache. Es wurden bereits Solidaritätsreisen nach  Venezuela, Kuba und Südafrika im Rahmen des vom WBDJ organisierten Weltfestspiele der Jugend und Studenten.